# 알렌 (노르트라인베스트팔렌주)

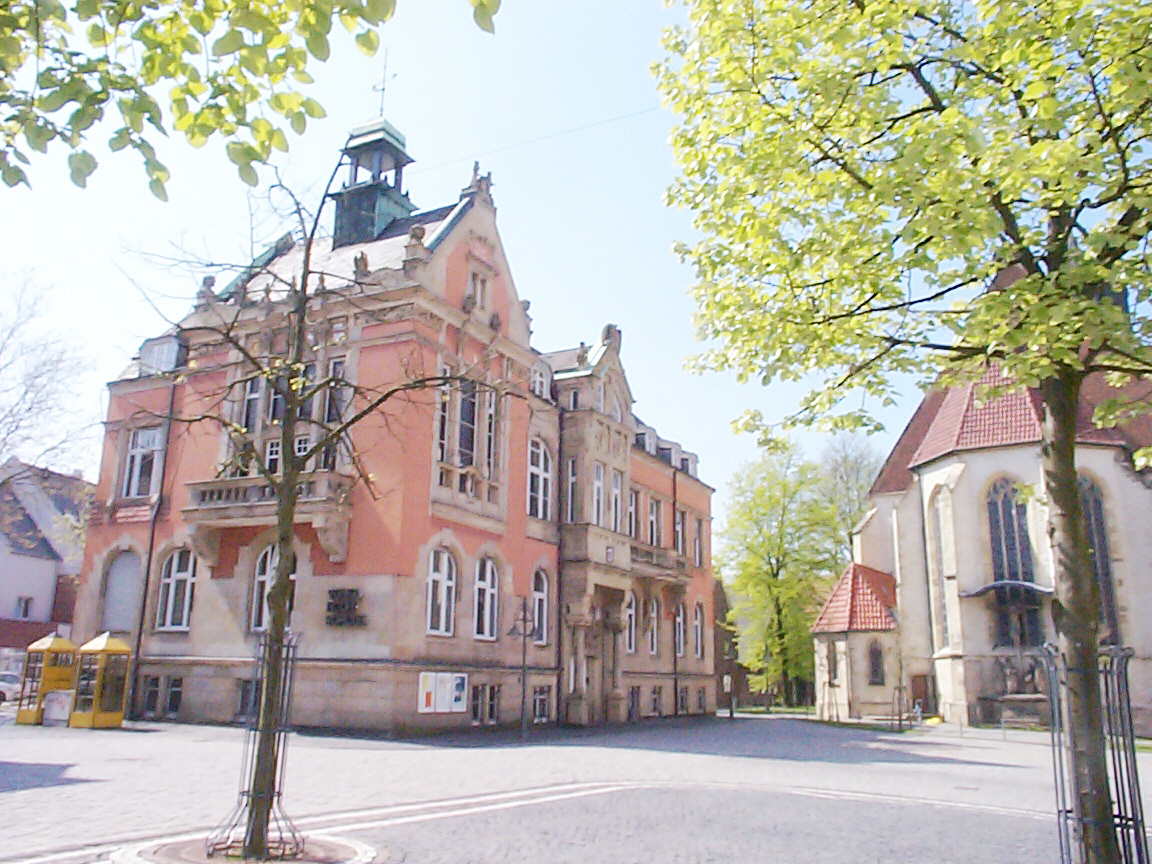
알렌 구 시청사

알렌(Ahlen)은 독일 노르트라인베스트팔렌주에 위치한 도시이다. 남서쪽으로는 함과 접한다.